# Rondo
Thể rondo, hay thể Luân khúc, gồm có một chủ đề chính xen kẽ với những chủ đề nhỏ hơn. Chủ đề chính thông thường được chơi ở cung chính, những giai điệu khác nằm ở những cung tương phản.
Sơ đồ tiêu biểu:
A - B - A - C - A - B - A